# Liber Paradisus

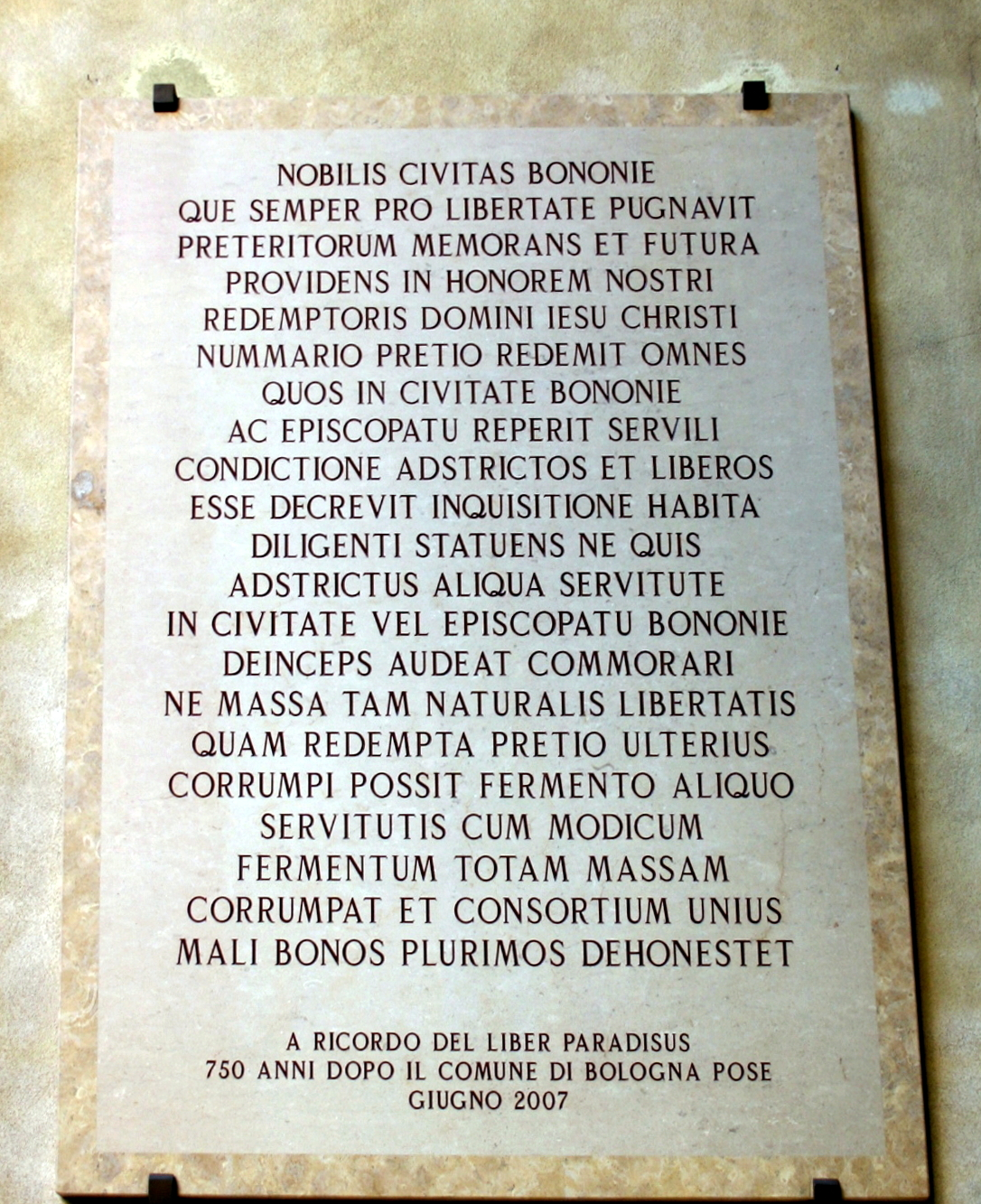
Lapide con citazione del Liber Paradisus in Palazzo d'Accursio a Bologna.

Il Liber Paradisus (Libro Paradiso) è un libro contenente il testo di legge emesso nel 1257 dal Comune di Bologna con cui si proclamò l'abolizione della schiavitù e la liberazione dei servi della gleba.

## Storia
Dopo la battaglia di Fossalta (1249) le signorie del contado bolognese erano quasi tutte state sconfitte. Ne derivò una riflessione etica ed economica sui servi, fino ad allora proprietà dei signori.
Il 25 agosto 1256 la campana dell'Arengo del palazzo del Podestà chiamò a raccolta i cittadini bolognesi in piazza Maggiore: il Podestà Bonaccorso da Soresina ed il Capitano del popolo annunciarono la liberazione di circa 6.000 servi, appartenenti a circa 379 signori (solo la famiglia Prendiparte, proprietaria dell'omonima torre, ne possedeva più di 200). Essi furono riscattati con il pagamento, da parte del tesoro comunale, di 8 (per i bambini) o 10 (per i maggiori di quattordici anni) lire d'argento bolognesi; questi erano grossomodo i prezzi di mercato dei servi. Per la liberazione di 5.855 servi il comune pagò 54.014 lire bolognesi.
In quell'occasione parlò anche Rolandino de' Passaggeri:
Quindi l'albero del Paradiso, principio della colpa e della schiavitù, diventa l'albero della redenzione e della libertà»
(Rolandino de' Passeggeri)
Nel salone del Palazzo del Podestà è presente un affresco di Adolfo De Carolis che ricorda tale avvenimento.
Non va taciuto il fatto che la liberazione di tanti schiavi ebbe anche un effetto pratico: quello di ripopolare le campagne. Il Comune di Bologna aveva infatti interesse a contrastare i flussi migratori verso la città murata. Oltre a coltivare la prospettiva di una probabile miglior resa lavorativa dei servi, Bologna pianificava di mettere insieme una popolazione certa di coltivatori e produttori di derrate alimentari e soggetti a tassazione. Per questo il Comune vietò ai liberti di trasferirsi fuori dall'ambito della diocesi di Bologna. In certi casi, i nuovi cittadini vennero radunati in determinate località franche (da cui, ad esempio, i nomi di paesi come Castelfranco).

## Il "libro Paradiso"
Con questo atto (uno dei principali atti liberatori servili medievali), chiamato anche Paradisum voluptatis, Bologna fu la prima città ad approvare un atto che aboliva la servitù.
Nel 1257 il Comune fece compilare da quattro notai - fra cui Rolandino de' Passaggeri - un memoriale con cui si elencavano nel dettaglio i nomi dei servi liberati. Il libro, ora conservato presso l'Archivio di Stato, è detto Paradiso perché la prima parola scritta è appunto Paradiso, a ricordare che Dio in Paradiso creò l'uomo in perfettissima e perpetua libertà.
(Incipit del Liber Paradisus)

## Il 750º anniversario
Nel 2007, in occasione del 750º anniversario degli atti di liberazione del 1257, il manoscritto originale è stato scansionato e pubblicato online.
Nell'agosto 2008, con l'inaugurazione della nuova sede del Comune di Bologna nel palazzo Bonaccorso, la piazza ad esso antistante è stata intitolata "Piazza Liber Paradisus".